# Liste der Biografien/Wur
Liste der Biografien |
Portal Biografien |
Personensuche
# |
A |
B |
C |
D |
E |
F |
G |
H |
I |
J |
K |
L |
M |
N |
O |
P |
Q |
R |
S |
T |
U |
V |
W |
X |
Y |
Z |
?
 
Wa |
Wc |
Wd |
We |
Wh |
Wi |
Wj |
Wl |
Wn |
Wo |
Wr |
Ws |
Wt |
Wu |
Ww |
Wy |
Wz
 
Wua |
Wub |
Wuc |
Wud |
Wue |
Wuf |
Wug |
Wuh |
Wui |
Wuj |
Wuk |
Wul |
Wum |
Wun |
Wuo |
Wup |
Wur |
Wus |
Wut |
Wuw |
Wuy |
Wuz
Die Liste der Biografien führt alle Personen auf, die in der deutschsprachigen Wikipedia einen Artikel haben. Dieses ist eine Teilliste mit 423 Einträgen von Personen, deren Namen mit den Buchstaben „Wur“ beginnt.

## Wur

### Wura
- Wurati († 1842), Nuenonne-Mann von Tasmanien
- Wurawa, David (* 1971), österreichischer Schauspieler

### Wurb
- Würbel, Franz Theodor (1858–1941), österreichischer Porträtmaler sowie Plakatkünstler, Illustrator und Lithograph
- Würbel, Hanno (* 1963), deutscher Tierschützer und Ethologe
- Würbel, Karl (1890–1983), österreichischer Politiker, Vorarlberger Landtagsabgeordneter (SPÖ)
- Würben und Freudenthal, Johann Franz von (1643–1705), oberster Kanzler von Böhmen
- Würbs, Karl (1807–1876), böhmischer Maler
- Wurbs, Kurt (1891–1980), deutscher Journalist und Politiker (SPD)
- Wurbs, Richard (1920–2018), deutscher Politiker (FDP), MdB

### Wurc
- Wurche, Gottfried (* 1929), deutscher Politiker (SPD), MdA, MdB
- Wurche, Klaus-Dieter (* 1942), deutscher Röntgenologe
- Würcher, Gottfried (* 1958), österreichischer SchlagersängerGottfried Würcher (* 1958)

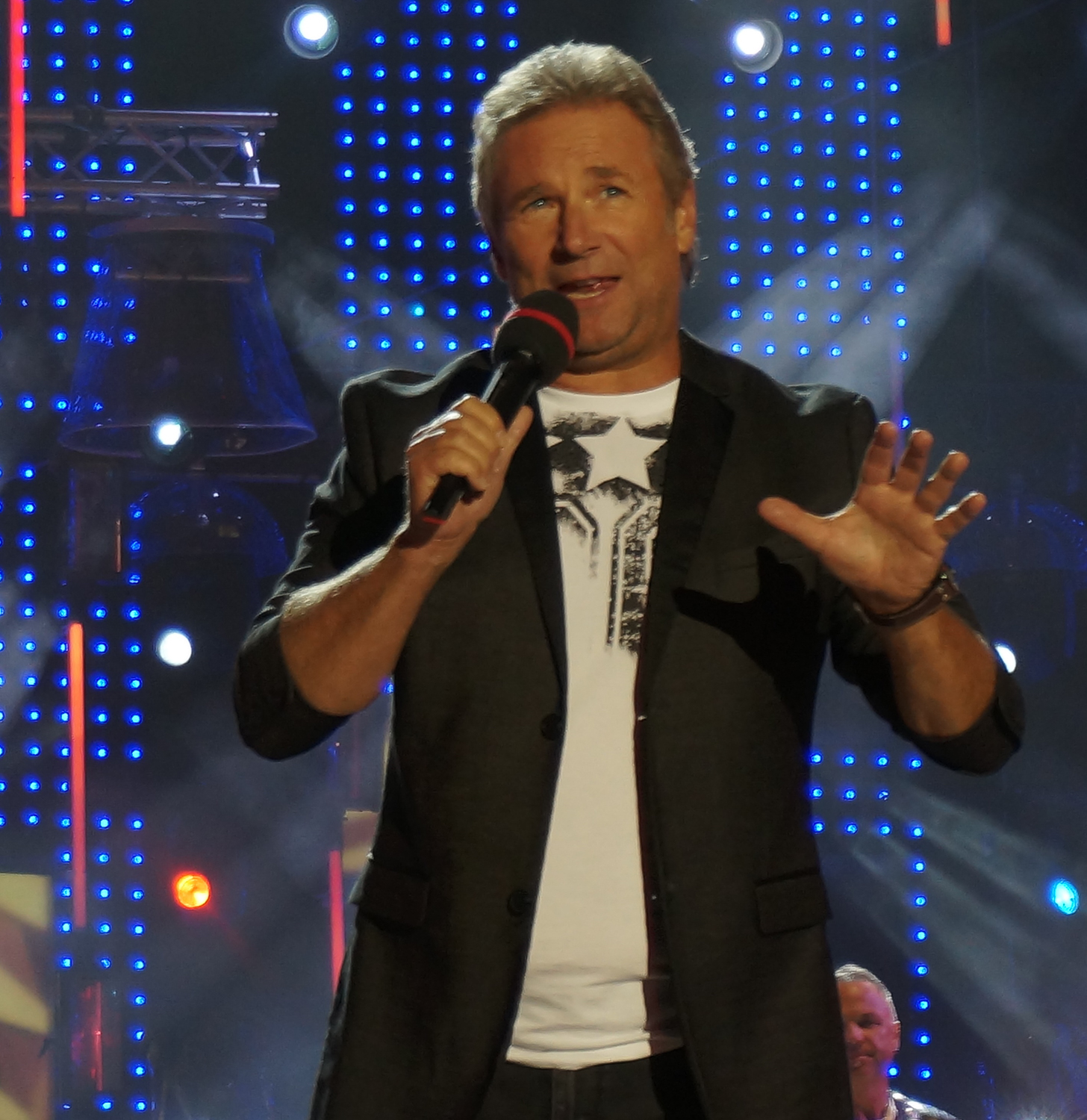
Gottfried Würcher (* 1958)

### Wurd
- Wurda, Josef (1807–1875), österreichischer Opernsänger (Tenor) und Theaterleiter
- Wurdack, Kenneth J. (* 1965), US-amerikanischer Botaniker
- Wurdemann, Audrey (1911–1960), US-amerikanische Dichterin
- Würdemann, Erich (1914–1943), deutscher Marineoffizier
- Würdemann, Günter (1930–2007), deutscher Grafiker
- Würdemann, Walter (1912–1995), deutscher Politiker, Bremer Bürgerschaftsabgeordneter (SPD), MdBB
- Würdig, Charlotte (* 1978), deutsche Moderatorin und SchauspielerinCharlotte Würdig (* 1978)

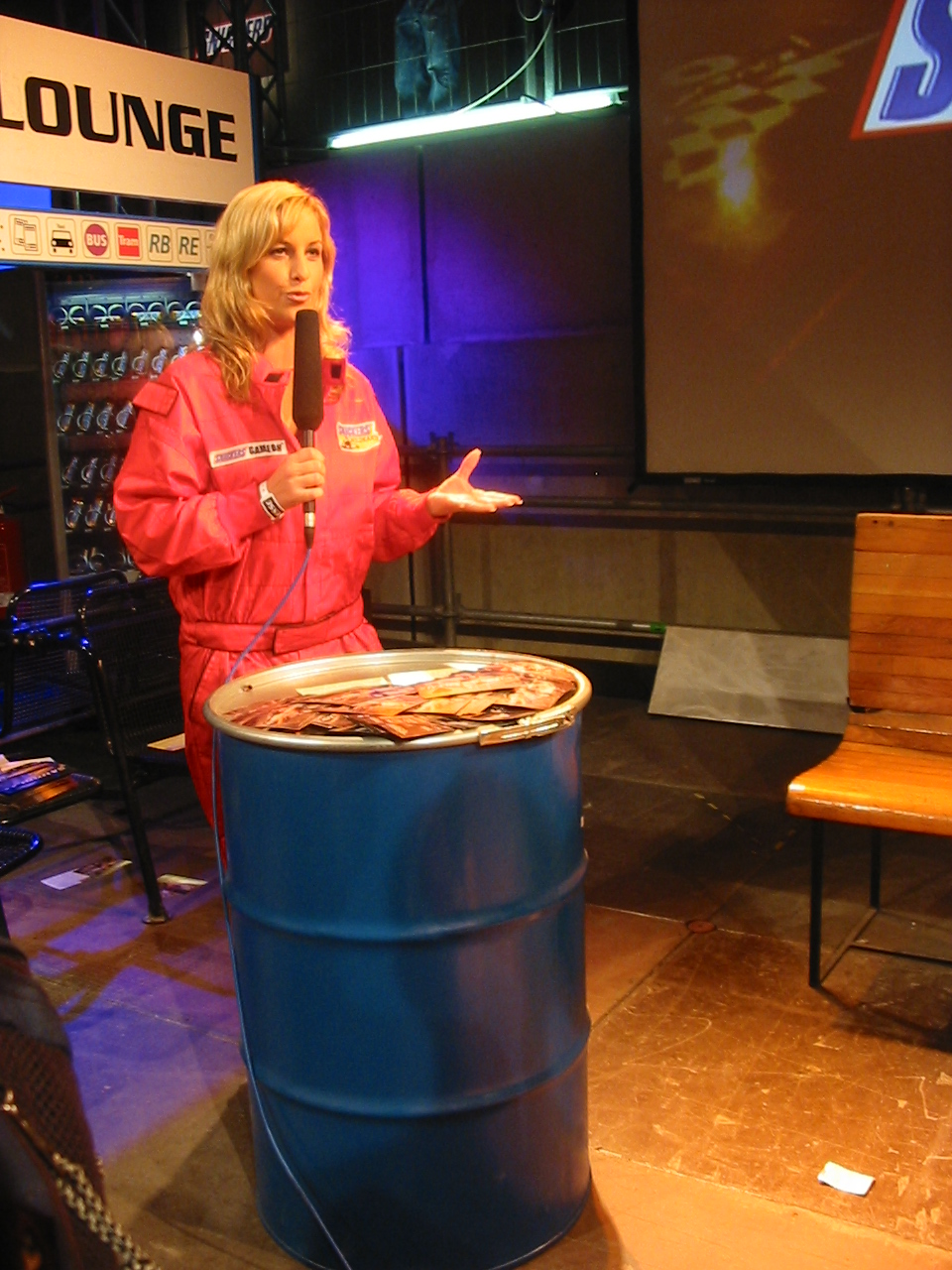
Charlotte Würdig (* 1978)

- Würdig, Rainer (* 1947), deutscher Handballspieler, Handballtrainer
- Würdinger, Ernst (* 1952), deutsch-österreichischer Dirigent, Komponist und Hochschullehrer
- Würdinger, Hans (1903–1989), deutscher Rechtswissenschaftler
- Würdinger, Irene (1936–2018), deutsche Biologin und Hochschullehrerin
- Würdinger, Josef (1822–1889), preußischer Oberstleutnant, Militärhistoriker und erster Direktor des Bayerischen Armeemuseums
- Würdinger, Marianne (* 1934), deutsche Politikerin (CSU), MdL
- Würdinger, Markus (* 1977), deutscher Rechtswissenschaftler
- Würdinger, Moritz (* 2001), österreichischer Fußballspieler
- Würdisch, Thomas (* 1962), deutscher Politiker (SPD), MdL
- Würdtwein, Stephan Alexander (1719–1796), deutscher Weihbischof und Kirchenhistoriker

### Wure
- Wurer, Balthasar (1513–1606), Weihbischof von Konstanz

### Wurf
- Wurf, Cameron (* 1983), australischer Radrennfahrer
- Wurfbain, Johann Paul (1655–1711), deutscher Mediziner, Physikus in Nürnberg
- Würfel, Andreas (1718–1769), deutscher Historiker und Geistlicher
- Würfel, Carolin (* 1986), deutsche Autorin und Journalistin
- Würfel, Eduard (1860–1917), deutscher Konsumgenossenschafter
- Würfel, Günter (1934–2010), deutscher Vorsitzender des Festkomitees der Mühlhäuser Heimatfeste
- Würfel, Günther (* 1948), österreichischer Sprinter
- Würfel, Paul, österreichischer Kaufmann und Politiker, Bürgermeister von Wien
- Würfel, Uta (* 1944), deutsche Managerin und Politikerin (FDP), MdB
- Würfel, Wilhelm (1790–1832), tschechischer Komponist, Organist, Pianist und Musikpädagoge
- Würfel, Wolfgang (1932–2025), deutscher Grafiker, Illustrator und Maler
- Würfele, Falk (* 1966), deutscher Rechtsanwalt
- Wurff, Erik van der (1945–2014), niederländischer Komponist, Pianist, Produzent, Dirigent und ArrangeurErik van der Wurff (1945–2014)

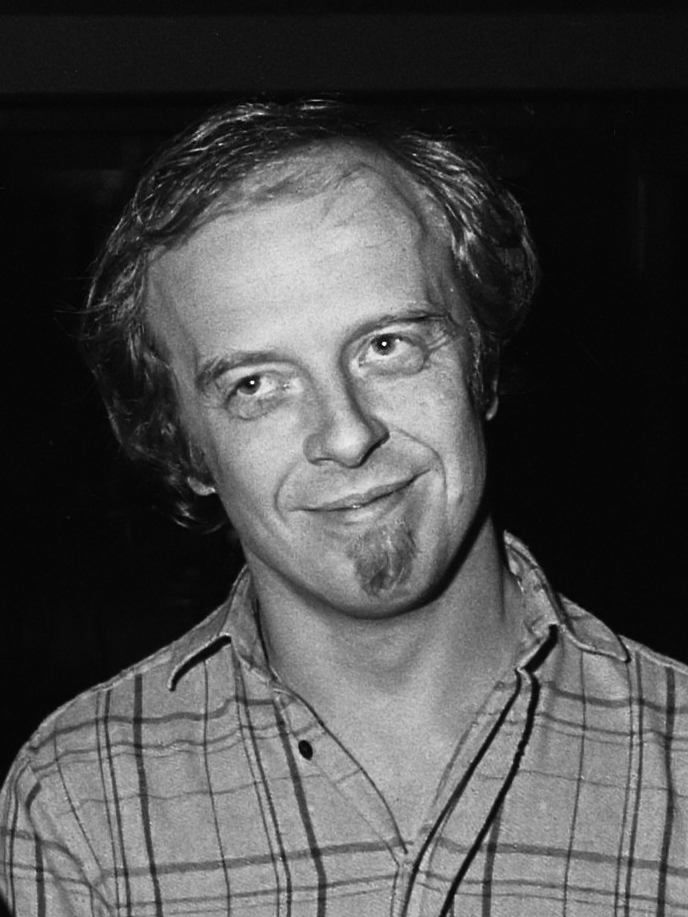
Erik van der Wurff (1945–2014)

- Wurffbain, Hermann († 1889), preußischer Wasserbauingenieur
- Wurffbain, Johann Siegmund (1613–1661), deutscher Ostindien-Reisender
- Würffel, Johann Ludwig (1678–1719), deutscher evangelischer Theologe, Feldprediger und Professor
- Würffel, Stefan Bodo (* 1944), deutscher Literatur- und Medienwissenschaftler
- Würfler, Paul (1895–1985), deutscher Mediziner und Sanitätsoffizier

### Wurg
- Würger, Takis (* 1985), deutscher Journalist und BuchautorTakis Würger (* 1985)

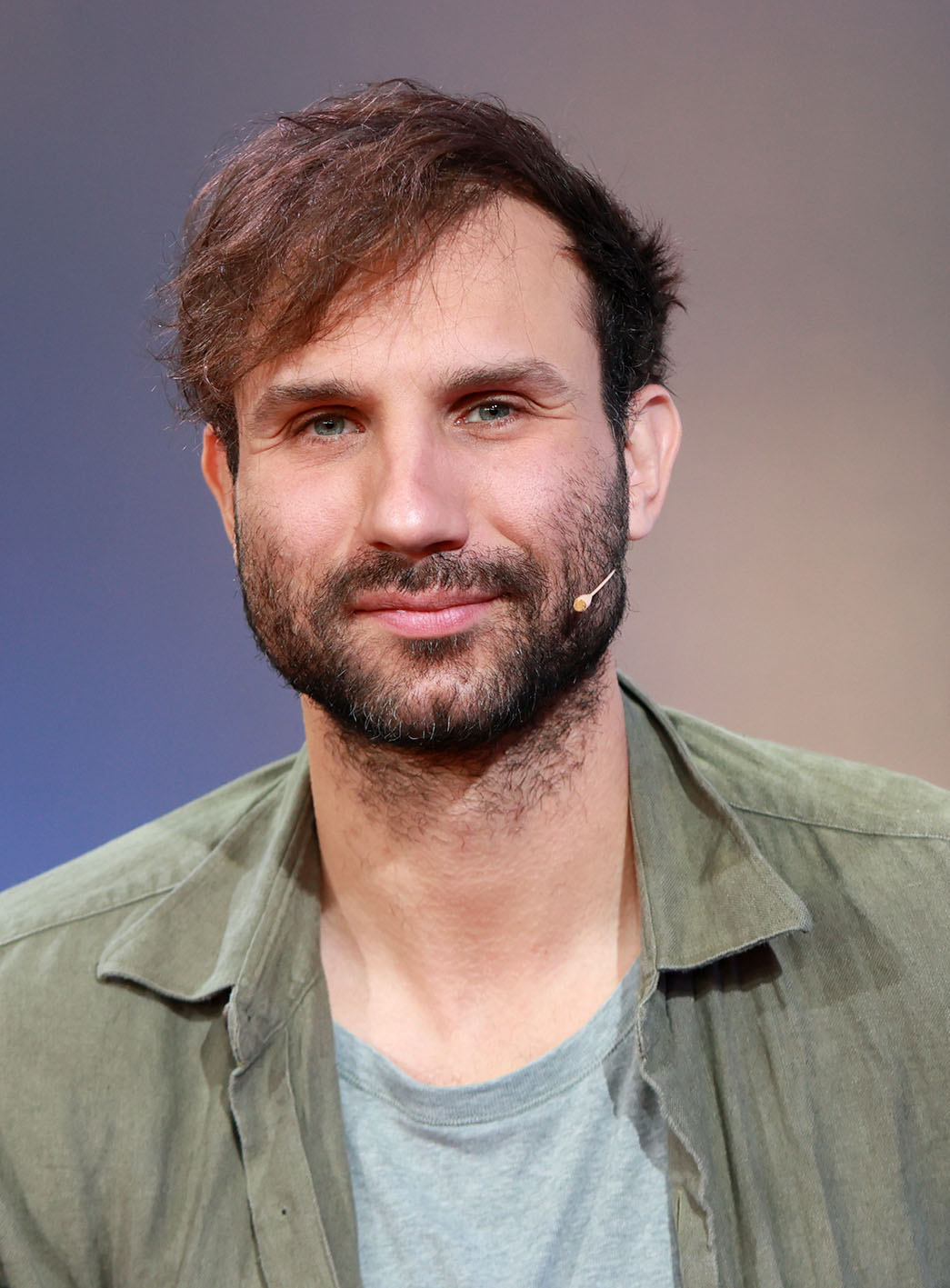
Takis Würger (* 1985)

- Würges, Paul (1932–2017), deutscher Gitarrist und Sänger
- Würgler, Andreas (* 1961), Schweizer Historiker
- Würgler, Hans (1927–2021), Schweizer Volkswirtschaftler und Hochschullehrer
- Wurglics, Ivan (1924–2002), österreichischer Politiker (SPÖ), Landtagsabgeordneter im Burgenland

### Wuri
- Würich, Sabine (* 1962), deutsche Fotografin
- Wurie, Rashin (* 1972), sierra-leonischer Fußballspieler

### Wurk
- Würkert, Ludwig (1800–1876), deutscher evangelischer Pfarrer, Schriftsteller und Revolutionär

### Wurl
- Würl, Alfred (1925–2005), österreichischer Grafiker und Künstler
- Wurlitzer, Fritz (1888–1984), deutscher Klarinettenbaumeister
- Wurlitzer, Rudolph (1831–1914), deutschamerikanischer Musikinstrumentenbauer und -händler
- Wurlitzer, Rudy (* 1937), US-amerikanischer Schriftsteller, Drehbuchautor und Librettist
- Wurlitzer, Uwe (* 1975), deutscher Immobilienmakler und Politiker (AfD), MdL
- Würll, Patrick (* 1978), deutscher Fußballspieler

### Wurm
- Wurm, Adolf (1886–1968), deutscher Geologe und Hochschullehrer
- Wurm, Andreas, deutscher Jurist, Stiftsdekan und Offizial in Speyer
- Wurm, Andreas (* 1972), deutscher Journalist und Moderator
- Wurm, Armin (* 1989), deutscher Eishockeyspieler
- Wurm, Arnold (1878–1933), deutscher Kommunalbeamter, Oberbürgermeister Wittenbergs
- Wurm, Artur (1932–2005), deutscher Kaufmann, Diplom-Ökonom und ehemaliger Politiker (NDPD), MdV
- Wurm, Barbara (* 1973), österreichische Autorin, Kuratorin und Kulturwissenschaftlerin
- Wurm, Carsten (* 1960), deutscher Literatur- und Buchwissenschaftler, Archivar und Antiquar
- Wurm, Christian (1771–1835), „Polizeikommissär“ der Stadt Nürnberg
- Wurm, Christian (1801–1861), deutscher Gymnasiallehrer, Schriftsteller, Philologe und Lexikograf
- Wurm, Christian Friedrich (1803–1859), deutscher Gymnasialprofessor, Historiker, Autor und liberaler Politiker
- Wurm, Christine (* 1939), deutsche Fotografin
- Wurm, Christoph (* 1955), deutscher Alt- und Neuphilologe und Autor
- Wurm, Christoph (* 1992), österreichischer Fußballspieler und Trainer
- Wurm, Clemens A. (* 1942), deutscher Historiker
- Wurm, Dieter (1935–2019), deutscher Politiker (CDU)
- Wurm, Emanuel (1857–1920), deutscher Politiker (SPD), MdR und Staatssekretär des Reichsernährungsamtes
- Wurm, Ernst (1906–1971), österreichischer Schriftsteller
- Wurm, Erwin (* 1954), österreichischer KünstlerErwin Wurm (* 1954)

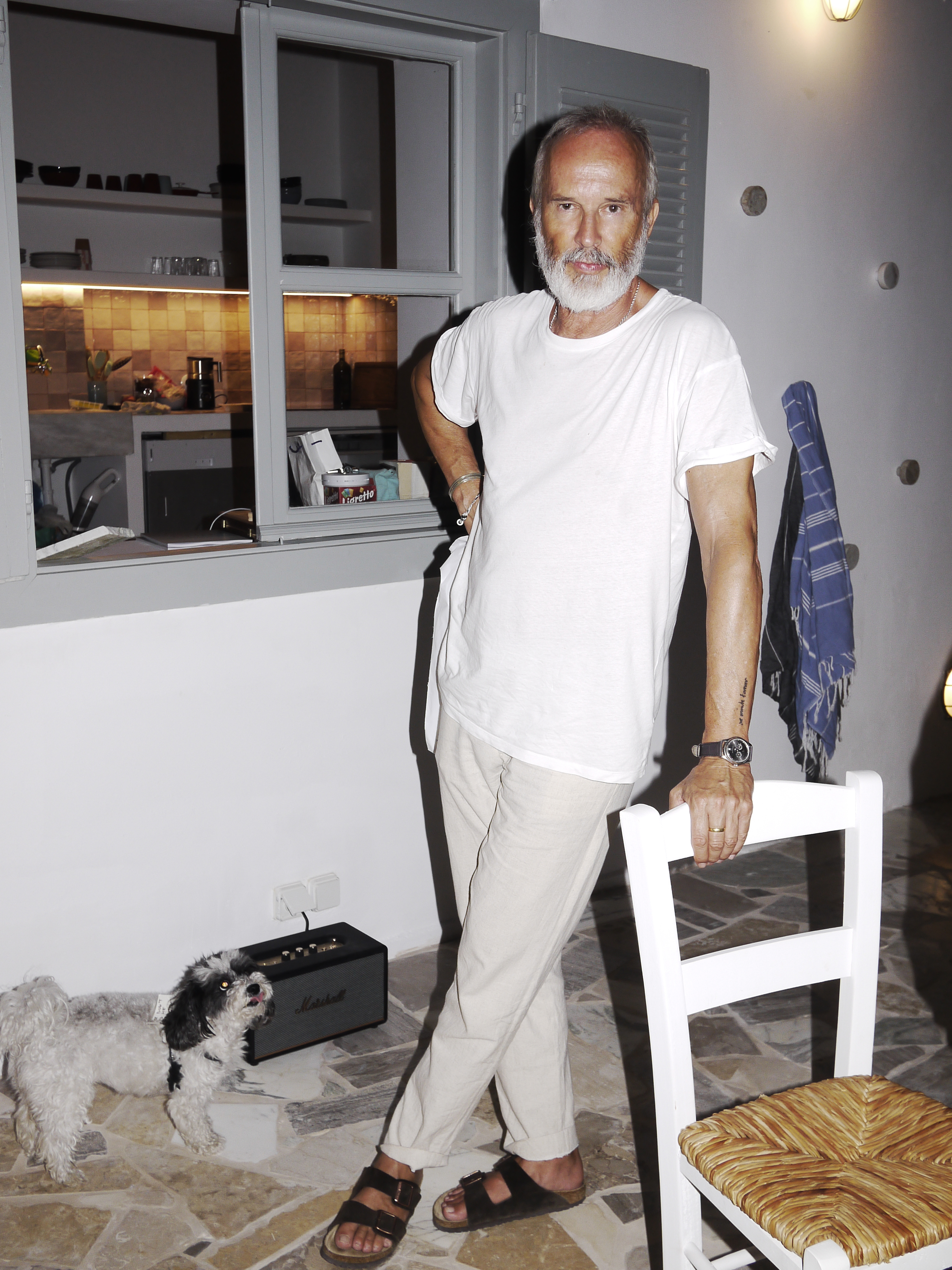
Erwin Wurm (* 1954)

- Wurm, Franz (1926–2010), Schweizer Autor und Übersetzer
- Wurm, Frederik R. (* 1981), deutscher Chemiker
- Wurm, Gisa (1885–1957), österreichische Schauspielerin
- Wurm, Gisela (* 1957), österreichische Juristin und Politikerin (SPÖ), Abgeordnete zum Nationalrat
- Wurm, Gottlieb Friedrich (1733–1803), evangelischer Pfarrer in Württemberg
- Wurm, Grete (1919–2002), deutsche Schauspielerin
- Wurm, Harald (* 1984), österreichischer Skilangläufer
- Wurm, Hermann-Joseph (1862–1941), deutscher Geistlicher und Journalist
- Wurm, Jakob Gottlieb (1778–1847), evangelischer Pfarrer und Professor in Württemberg
- Wurm, Johann, österreichischer Politiker (NSDAP), Landtagsabgeordneter
- Wurm, Johann Friedrich (1760–1833), deutscher Astronom
- Wurm, John Nicholas (1927–1984), US-amerikanischer Geistlicher und römisch-katholischer Bischof von Belleville
- Wurm, Josef (1916–1981), österreichischer Eishockeytorwart
- Wurm, Joseph (1786–1866), deutscher katholischer Priester
- Wurm, Juliane (* 1990), deutsche SportkletterinJuliane Wurm (* 1990)

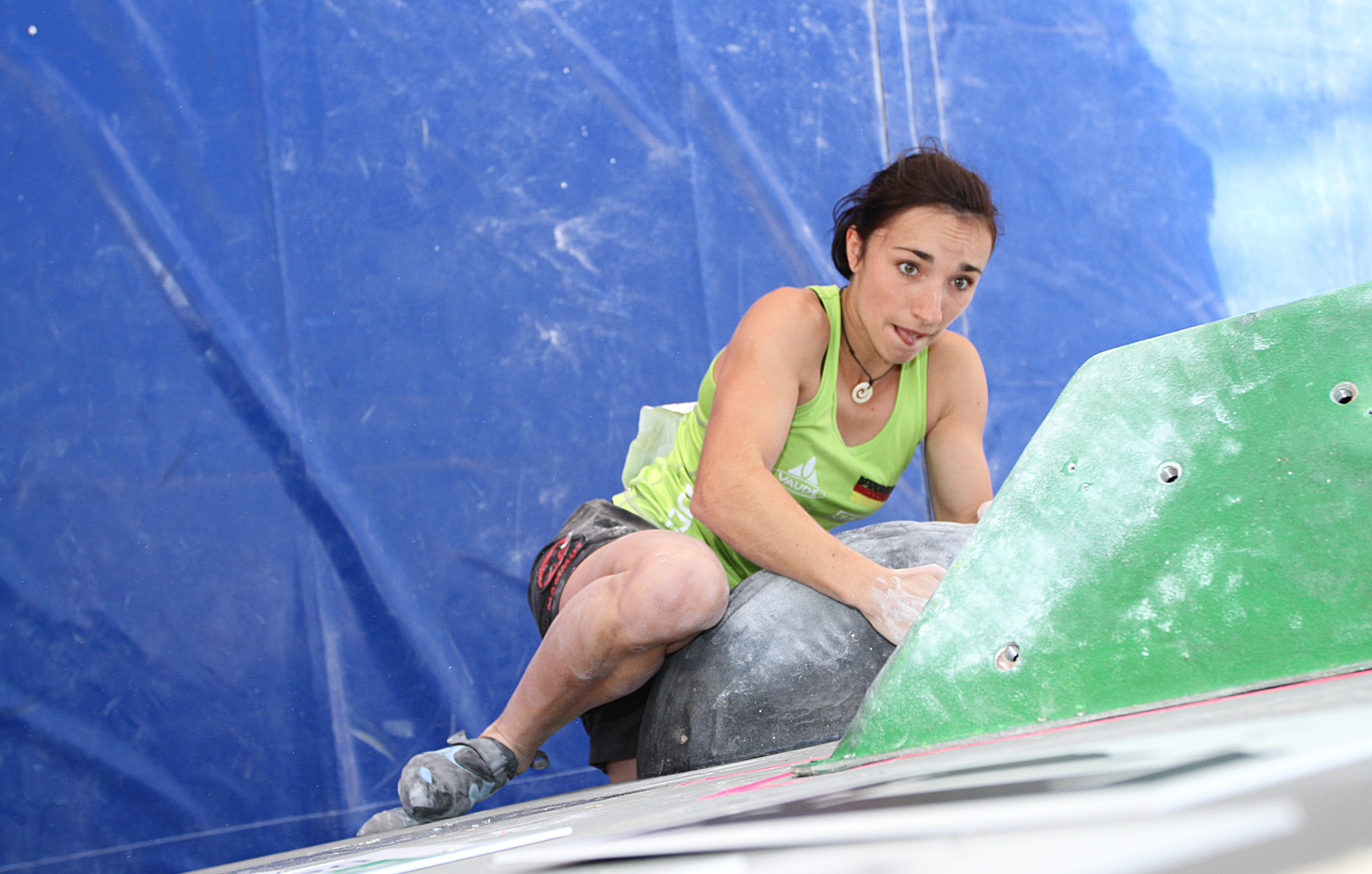
Juliane Wurm (* 1990)

- Wurm, Julius Friedrich (1791–1839), deutscher evangelischer Theologe und Altphilologe
- Wurm, Karl (1899–1975), deutscher Astronom
- Wurm, Leopold (* 2006), deutscher Fußballspieler
- Wurm, Louis (1866–1941), deutscher Politiker (DVP), MdL
- Wurm, Manfred (* 1949), österreichischer Politiker (SPÖ), Landtagsabgeordneter
- Wurm, Martin (1918–1998), deutscher Politiker (CDU)
- Wurm, Mary (1860–1938), englische Pianistin, Komponistin und Dirigentin deutscher Abstammung
- Wurm, Mathilde (1874–1935), deutsche Politikerin (SPD, USPD), MdR
- Wurm, Michael (1945–2016), deutscher Jurist
- Wurm, Paul (1829–1911), evangelischer Pfarrer in Württemberg
- Wurm, Peter (* 1965), österreichischer Unternehmer und Politiker (FPÖ), Abgeordneter zum Nationalrat
- Wurm, Ronald (* 1987), niederländischer Eishockeyspieler
- Wurm, Stephen (1922–2001), austro-australischer Linguist
- Wurm, Theophil (1868–1953), deutscher Theologe und evangelischer Bischof
- Wurm, Wenzel von (1859–1921), österreichischer Generaloberst im Ersten Weltkrieg
- Wurm, Wolfram (* 1953), deutscher Fußballspieler
- Wurman, Alex (* 1966), US-amerikanischer Komponist
- Wurman, Richard Saul (* 1935), amerikanischer Architekt und Grafikdesigner
- Wurmb von Zinck, Karl (1795–1890), preußischer Generalleutnant, Schlosshauptmann, Ehrenritter des Johanniterordens und Fideikommissherr
- Wurmb von Zinck, Wolf Heinrich (1765–1838), deutscher Domdechant in Naumburg und Rittergutsbesitzer
- Wurmb, Agnes (1876–1947), deutsche Lehrerin und Oberschulrätin
- Wurmb, Balthasar (1532–1598), kursächsischer Geheimer Rat und Amtshauptmann
- Wurmb, Franz (1806–1864), österreichischer Arzt und Homöopath
- Wurmb, Friedrich Leopold von (1757–1818), sächsischer Oberstleutnant und Rittergutsbesitzer
- Wurmb, Friedrich Ludwig Adolph von (1794–1854), königlich-sächsischer Oberst
- Wurmb, Friedrich Ludwig von (1723–1800), deutscher Politiker und Finanzwirtschaftler
- Wurmb, Friedrich von (1742–1781), deutscher Botaniker
- Wurmb, Georg von (1834–1909), sächsischer Generalmajor
- Wurmb, Gertrud (1877–1956), deutsche Malerin
- Wurmb, Karl (1850–1907), österreichischer Ingenieur, Eisenbahnpionier
- Wurmb, Karl von (1838–1902), preußischer Generalleutnant
- Wurmb, Lothar von (1824–1890), deutscher Verwaltungsjurist, Polizeipräsident von Berlin, Regierungspräsident in Wiesbaden; MdHdA, MdR, MdHH
- Wurmb, Ludwig Alexander von (1686–1749), preußischer Oberst und Chef des Husarenregiments Nr. 2
- Wurmb, Ludwig Johann Adolf von (1736–1813), Generalleutnant in der hessen-kasselschen Armee
- Wurmb, Ludwig von (1788–1855), preußischer Generalmajor, Kommandeur der 2. Kavallerie-Brigade
- Wurmb, Max von (1835–1886), deutscher Verwaltungsbeamter
- Wurmb, Robert von (1835–1911), preußischer Generalleutnant
- Wurmbach, Adolf (1891–1968), deutscher Schriftsteller und Heimatdichter
- Wurmbach, Hans-Heinrich (1891–1965), deutscher Admiral im Zweiten Weltkrieg
- Wurmbach, Hermann (1903–1976), deutscher Zoologe
- Wurmbach, Hubert (1938–2015), deutscher Anglist und Hochschullehrer
- Wurmbach, Johann (1796–1875), deutscher Bergingenieur
- Wurmbach, Julius (1831–1901), deutscher Kommerzienrat, Industrieller
- Wurmbach, Julius (1860–1926), deutscher Kommerzienrat, Industrieller
- Wurmbach, Max Otto (1885–1946), deutscher Oberst der Luftwaffe der Wehrmacht
- Wurmbach, Otto (1864–1940), deutscher Vizeadmiral der Kaiserlichen Marine
- Wurmböck, Fritz (1903–1987), österreichischer Feldhandballspieler
- Wurmbrand, Irmgard (1906–1988), österreichische Schriftstellerin
- Wurmbrand, Melchior von, Akteur im Dreißigjährigen Krieg
- Wurmbrand, Nikolaus (* 2006), österreichischer Fußballspieler
- Wurmbrand, Richard (1909–2001), rumänischer lutherischer PfarrerRichard Wurmbrand (1909–2001)

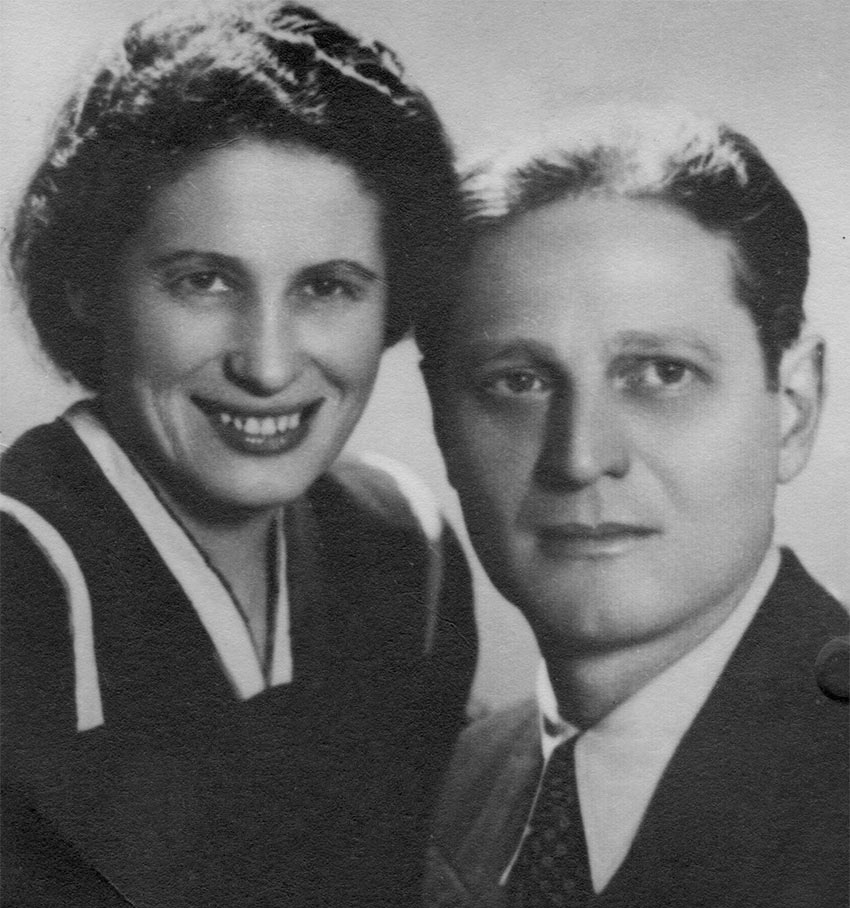
Richard Wurmbrand (1909–2001)

- Wurmbrand, Rudolf (1922–1972), österreichischer Eishockeyspieler
- Wurmbrand-Stuppach, Casimir Heinrich von (1680–1749), k.k. Generalfeldzeugmeister, Kommandant von Ath
- Wurmbrand-Stuppach, Christian Sigismund von (1673–1737), k.k. General der Kavallerie
- Wurmbrand-Stuppach, Franz Joseph von (1737–1806), österreichischer Diplomat
- Wurmbrand-Stuppach, Franz Joseph von (1753–1801), Landeshauptmann von Kärnten und designierter Gouverneur von Westgalizien
- Wurmbrand-Stuppach, Gundakar Heinrich von (1762–1847), Obersthofmeister bei der Kaiserin von Österreich Carolina Augusta
- Wurmbrand-Stuppach, Gundakar von (1838–1901), österreichischer Politiker der Habsburgermonarchie
- Wurmbrand-Stuppach, Johann Wilhelm von (1670–1750), Genealoge, Historiker und Staatsmann
- Wurmdobler, Damaris (* 1949), deutsche Malerin
- Wurmdobler, Fritz (1915–2008), deutscher Maler
- Wurmdobler, Vitus (* 1945), deutscher Restaurator
- Würmell, Susanne (* 1968), deutsche Musikerin und Clown
- Wurmer, Lara (* 1993), deutsche Synchronsprecherin
- Wurmer, Pepi (* 1942), deutscher Skirennläufer
- Wurmer, Viktoria, deutsche Bogenbiathletin
- Wurmheller, Josef (1917–1944), deutscher Major und Jagdflieger im Zweiten Weltkrieg
- Wurmitzer, Georg (* 1943), österreichischer Lehrer und Politiker (ÖVP), Landtagsabgeordneter, Abgeordneter zum Nationalrat
- Wurmitzer, Mario (* 1992), österreichischer Autor und DramatikerMario Wurmitzer (* 1992)

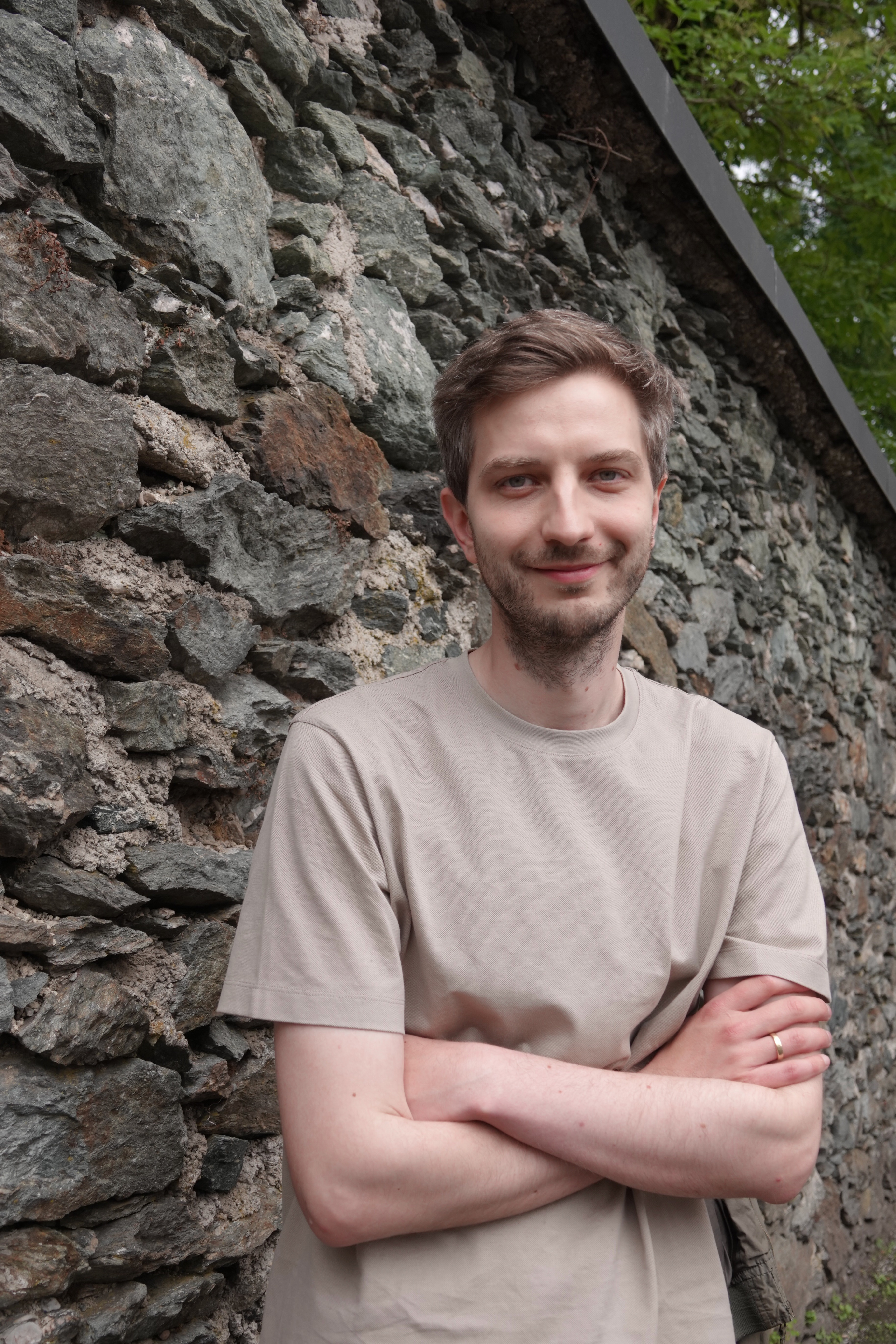
Mario Wurmitzer (* 1992)

- Würmli, Emil (1920–2007), Schweizer Militärtrompeter, Dirigent, Musikverleger und Komponist
- Würmli, Martin (* 1978), Schweizer Politiker
- Würmli-Kollhopp, Susanne (* 1945), Schweizer Dirigentin, Komponistin und Arrangeurin
- Wurmlinger, Manfred (* 1967), österreichischer Fußballspieler
- Wurmnest, Wolfgang (* 1969), deutscher Rechtswissenschaftler und Hochschullehrer
- Würmseer, Katharina (* 1986), deutsche Fußballspielerin
- Wurmser, Dagobert Sigmund von (1724–1797), österreichischer FeldmarschallDagobert Sigmund von Wurmser (1724–1797)

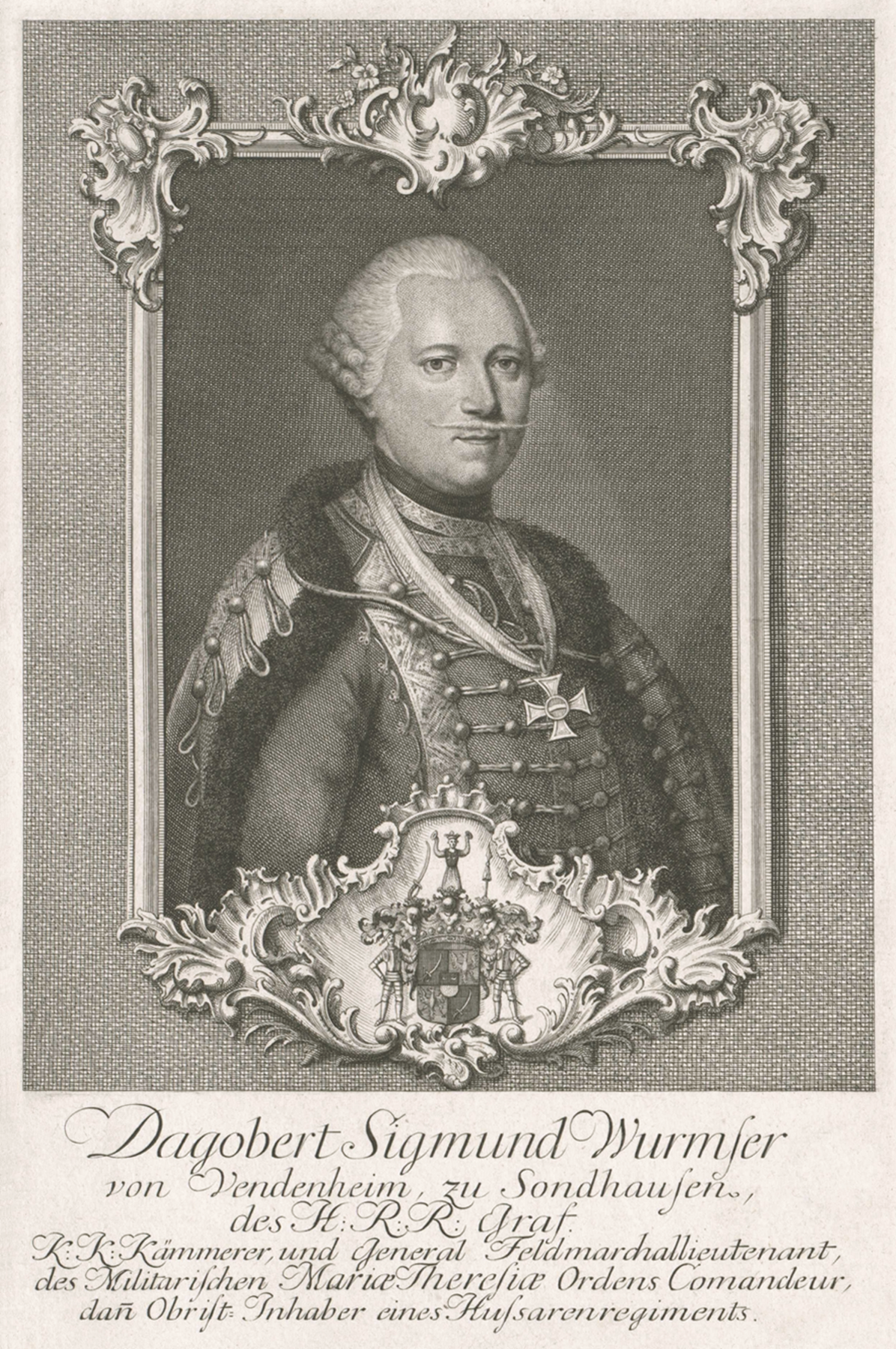
Dagobert Sigmund von Wurmser (1724–1797)

- Wurmser, Ernst (1882–1950), österreichischer Komiker, Theater- und Filmschauspieler
- Wurmser, Johann (1599–1659), deutscher Jurist und Hochschullehrer
- Wurmser, Léon (1931–2020), US-amerikanischer Psychiater, Psychoanalytiker und Autor
- Wurmser, Netanel (* 1953), israelisch-deutscher Rabbiner
- Wurmser, Nikolaus, elsässischer Maler
- Wurmstich, Nikolaus († 1718), deutscher Maurermeister, Architekt des Barock

### Wurp
- Würpel, Richard (1903–1987), deutscher Maler und Kunsterzieher

### Wurr
- Wurr, John (1940–2023), britischer Jazzmusiker (Saxophon, Klarinette)
- Würriehausen, Timon (* 2002), deutscher Schauspieler

### Wurs
- Würsch, Karl (1827–1908), Schweizer Politiker
- Würsch, Matthias (* 1965), Schweizer Schlagwerker
- Würsch, Otto (1908–1962), Schweizer Musiker, Komponist und Dirigent
- Wurschi, Peter (* 1975), deutscher Politikwissenschaftler und Soziologe
- Würschl, Herbert (* 1952), österreichischer Politiker (SPÖ), Mitglied des Bundesrates
- Würschmidt, Joseph (1886–1950), deutscher Physiker
- Würschmitt, Bernhard (1788–1853), katholischer Priester und Bildhauer
- Würschmitt, Bruno (1790–1851), deutscher katholischer Priester, Domkapitular und Naturwissenschaftler
- Wurst, Conchita (* 1988), österreichischer Sänger und TravestiekünstlerConchita Wurst (* 1988)

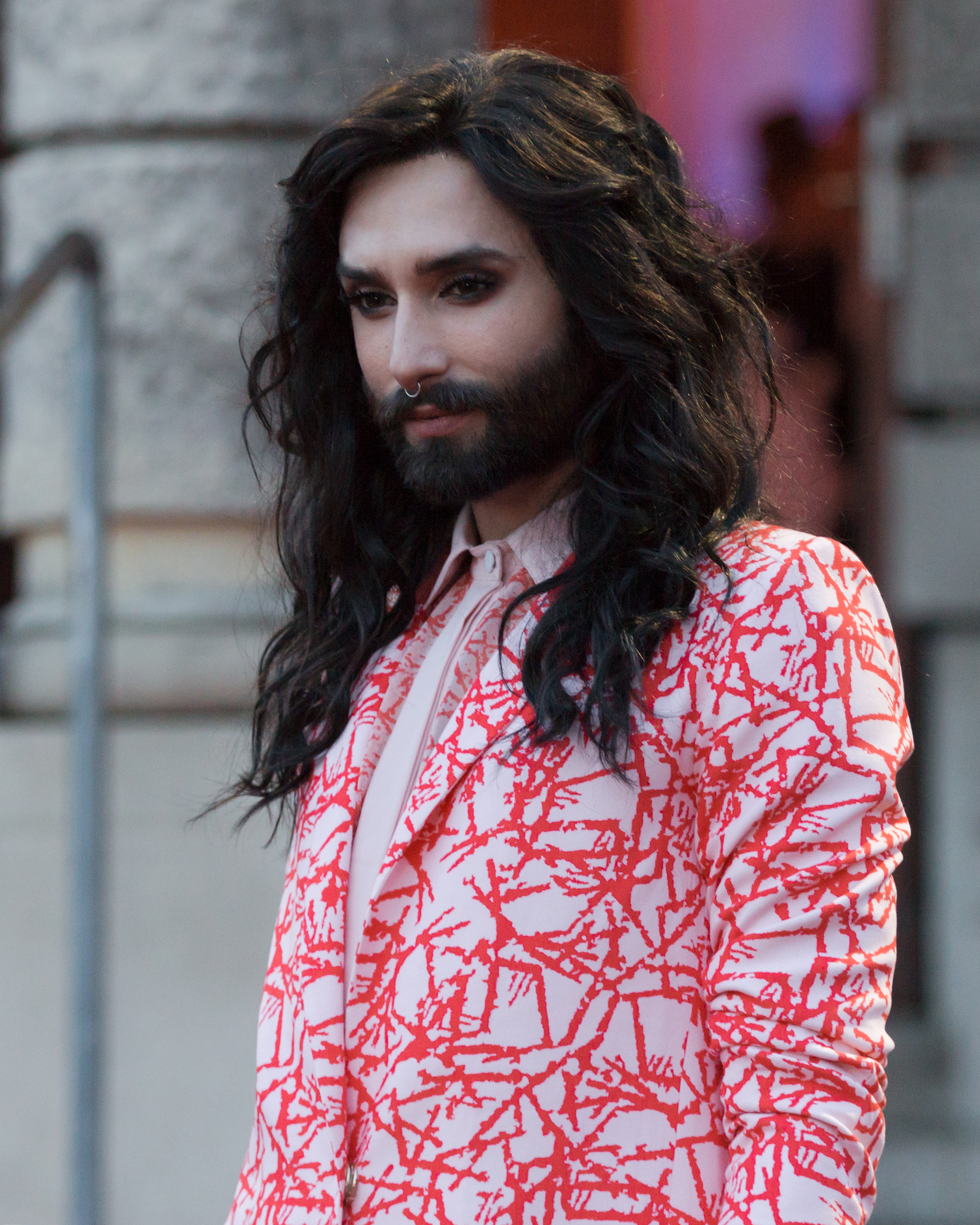
Conchita Wurst (* 1988)

- Wurst, Franz (1920–2008), österreichischer Kinderarzt
- Wurst, Gregor (* 1964), deutscher katholischer Kirchenhistoriker
- Würst, Gustav (1828–1889), deutscher Sänger, Theaterschauspieler und -regisseur
- Wurst, Konrad (* 1998), österreichischer Handballspieler
- Wurst, Michael (* 1975), deutscher Sänger
- Wurst, Werner (1912–1986), deutscher Fotograf und Werbefachmann
- Wurst-Achim († 2023), deutscher Marktschreier
- Wurstemberger, Johann Ludwig (1783–1862), Schweizer Offizier und Politiker
- Wurstemberger, Johann Rudolf (1608–1693), Schweizer Offizier und Politiker
- Wurstemberger, René von (1857–1935), Schweizer Architekt
- Wurster, Barbara (* 1970), deutsche Schauspielerin und Sprecherin
- Wurster, Bruno (1939–2003), Schweizer Maler
- Wurster, Carl (1900–1974), deutscher Chemiker und Wehrwirtschaftsführer
- Wurster, Casimir (1854–1913), deutscher Chemiker
- Wurster, Donald C., US-amerikanischer Offizier, General der US Air Force
- Wurster, Fritz (1922–2016), deutscher Politiker (CDU), MdL
- Wurster, Georg (1897–1976), deutscher Funktionär der NSDAP
- Wurster, Herbert (* 1950), deutscher Historiker und Archivar
- Wurster, Hermann (1907–1985), deutscher Maschinenbauingenieur und Testpilot
- Wurster, Ingeborg (1931–1999), deutsche Journalistin und Fernsehmoderatorin
- Wurster, John (* 1948), US-amerikanischer Eisschnellläufer
- Wurster, Ludwig August Carl (1791–1863), Bankier und Politiker der Freien Stadt Frankfurt
- Wurster, Maren (* 1976), deutsche Schriftstellerin
- Wurster, Miriam (* 1964), deutsche Cartoonistin
- Wurster, Paul (1926–1994), deutscher Geologe
- Wurster, Richard (* 1942), US-amerikanischer Eisschnellläufer
- Wurster, Stefan (* 1980), deutscher Politikwissenschaftler, Hochschullehrer
- Wurster, Wolfgang W. (1937–2003), deutscher Bauforscher und Archäologe
- Wursthorn, Albert (* 1954), deutscher Skispringer und Skisprungtrainer
- Wursthorn, Ernst (* 1941), deutscher Skispringer
- Wursthorn, Herbert (* 1957), deutscher Leichtathlet
- Wurstisen, Christian (1544–1588), Schweizer Mathematiker, Theologe und Historiker
- Würstle, Alois (* 1938), deutscher Ordensbruder und Missionar
- Würsung, Marx, Apotheker, Buchhändler, Kaufmann und Verleger in Augsburg

### Wurt
- Wurtele, Heather (* 1979), kanadische Triathletin
- Wurtele, Rhoda (* 1922), kanadische Skirennläuferin
- Wurtele, Rhona (1922–2020), kanadische Skirennläuferin
- Wurtele, Trevor (* 1979), kanadischer Triathlet und Ironman-Sieger (2013)
- Würtenberger, Alexander (1854–1933), deutscher Heimatdichter
- Würtenberger, Ernst (1868–1934), deutscher Porträt- und Genremaler, Grafiker und Kunsttheoretiker, Professor an der Landeskunstschule Karlsruhe
- Würtenberger, Franz Joseph (1818–1889), deutscher Heimatforscher und Sammler
- Würtenberger, Franzsepp (1909–1998), deutscher Kunsthistoriker
- Würtenberger, Heinrich (1852–1926), deutscher Heimatdichter, Badischer Ökonomierat
- Würtenberger, Julian (* 1957), baden-württembergischer Verwaltungsjurist
- Würtenberger, Karl Friedrich (1838–1911), deutscher Heimatdichter
- Würtenberger, Leopold (1846–1886), deutscher Geologe
- Würtenberger, Peter (* 1966), deutscher Manager
- Würtenberger, Thomas (1836–1903), deutscher Geologe und Unternehmer
- Würtenberger, Thomas (1907–1989), deutscher Rechtswissenschaftler, Kriminologe und Hochschullehrer
- Würtenberger, Thomas (* 1943), deutscher Staatsrechtler und Hochschullehrer
- Würth, Adolf (1905–1997), deutscher Anthropologe und Tsiganologe
- Würth, Adolf (1909–1954), deutscher Unternehmer
- Würth, Alma (1913–2006), deutsche Unternehmerin und Mutter des Unternehmers Reinhold Würth
- Würth, Benedikt (* 1968), Schweizer Politiker
- Würth, Bettina (* 1961), deutsch-schweizerische Managerin
- Würth, Carmen (* 1937), deutsche Philanthropin und GeschäftsfrauCarmen Würth (* 1937)

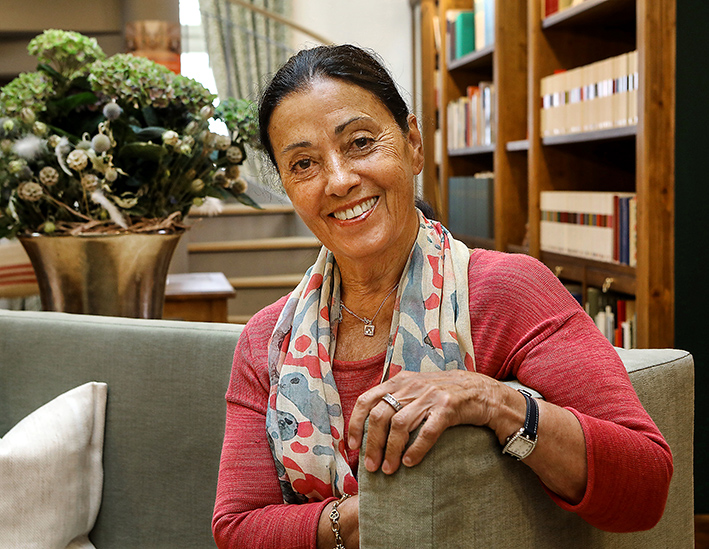
Carmen Würth (* 1937)

- Würth, Edgar (1931–2022), deutscher Politiker (CSU), Bürgermeister und MdL
- Würth, Felix (1923–2014), österreichischer Weit- und Dreispringer
- Wurth, Georg (* 1972), deutscher Lobbyist
- Würth, Giorgia (* 1979), italo-schweizerische Schauspielerin und Fernsehmoderatorin
- Würth, Hermann (* 1892), deutscher Unternehmer
- Wurth, Hubert (* 1952), luxemburgischer Diplomat und Kunstschaffender
- Wurth, Johann (1828–1870), österreichischer Lehrer, Dichter und Sagensammler
- Würth, Johann Nepomuk (1750–1810), österreichischer Medailleur
- Würth, Joseph (1900–1948), deutscher Verleger und Illustrator
- Würth, Joseph von (1817–1855), österreichischer Verwaltungsjurist und Politiker
- Wurth, Klaus (1861–1948), deutscher Theologe und Kirchenpräsident der Evangelischen Landeskirche in Baden
- Würth, Otto Carl (1803–1884), deutscher Jurist und Politiker
- Würth, Paloma (* 1979), Schweizer Schlagersängerin
- Würth, Rainer (* 1967), deutscher Journalist und Schriftsteller
- Würth, Reinhold (* 1935), deutscher Unternehmer und KunstfördererReinhold Würth (* 1935)

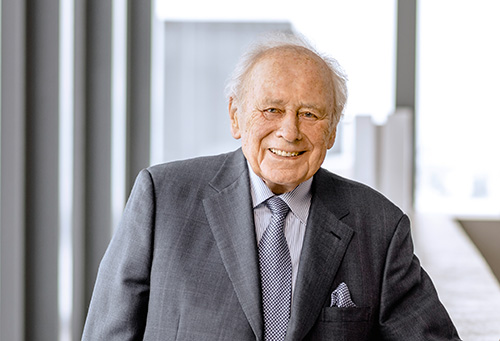
Reinhold Würth (* 1935)

- Würth, Rosemarie (* 1938), deutsche Malerin, Grafikerin und Dichterin
- Wurth, Sebastian (* 1994), deutscher Popsänger
- Würth, Svenja (* 1993), deutsche Skispringerin
- Würth, Tara (* 2002), kroatische Tennisspielerin
- Wurth, Wilfried (1957–2019), deutscher Physiker und Hochschullehrer
- Würthenau, August von (1827–1892), deutscher Eisenbahnbauingenieur
- Würthle, Friedrich (1820–1902), deutscher Landschaftsmaler, Radierer, Stahlstecher und Fotograf
- Würthner, Frank (* 1964), deutscher Chemiker
- Würthwein, Adolf (1911–1991), evangelischer Pfarrer, Dekan und Prälat
- Würthwein, Ernst (1909–1996), deutscher evangelischer Theologe und Alttestamentler
- Würthwein, Ernst-Ulrich (* 1948), deutscher Chemiker
- Würtinger, Werner (* 1941), österreichischer Bildhauer und Präsident der Wiener Secession
- Wurts, Eric (* 1960), US-amerikanischer Beachvolleyballspieler
- Wurts, Janny (* 1953), US-amerikanische Fantasy-Autorin und Illustratorin
- Wurts, John (1792–1861), US-amerikanischer Politiker
- Württemberg, Albrecht Eugen von (1895–1954), Herzog von Württemberg, Offizier
- Württemberg, Albrecht Herzog von (1865–1939), deutscher Adliger, Heeresführer im Ersten WeltkriegAlbrecht Herzog von Württemberg (1865–1939)

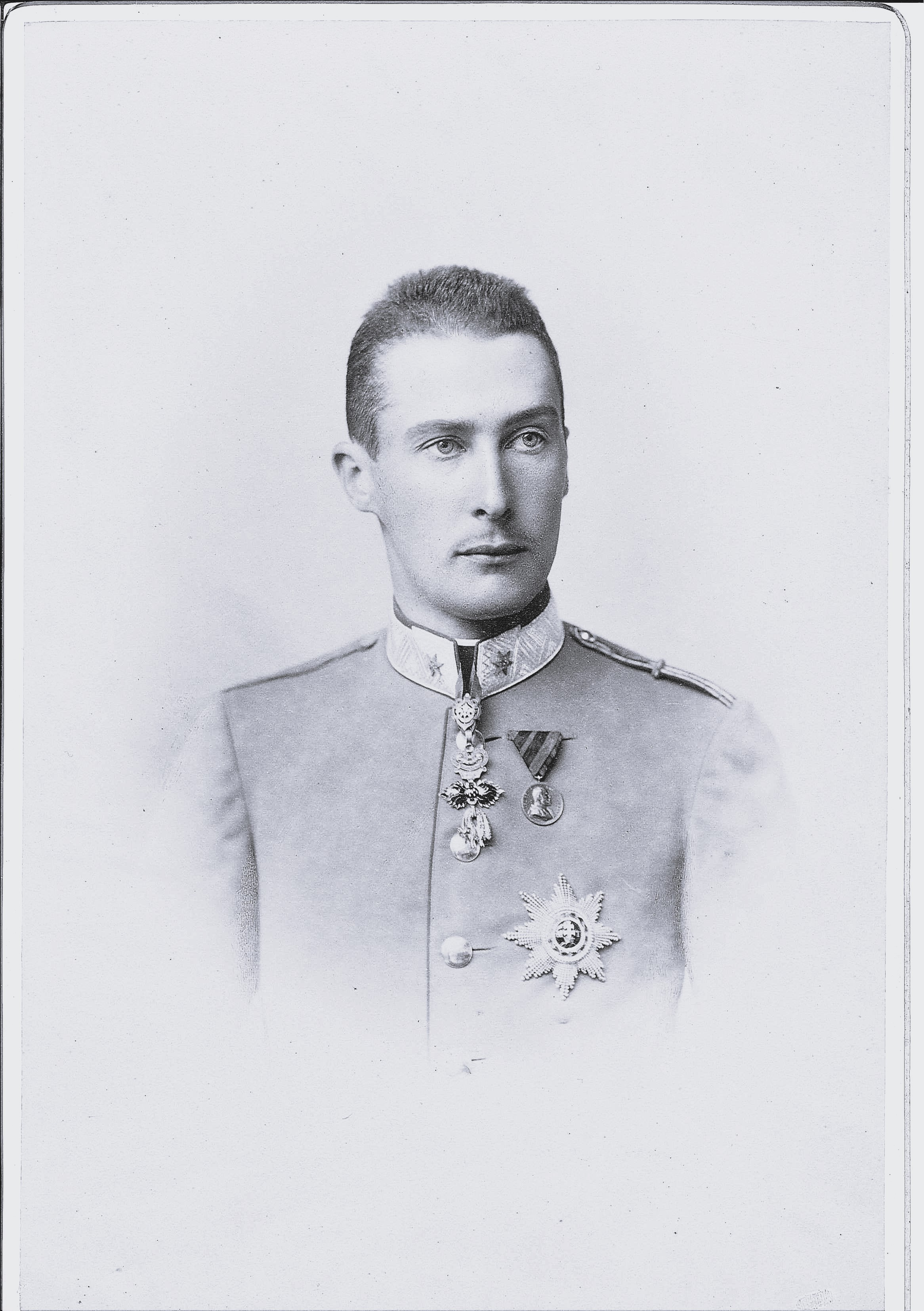
Albrecht Herzog von Württemberg (1865–1939)

- Württemberg, Alexander Christian Friedrich von (1801–1844), deutscher Dichter und Offizier
- Württemberg, Alexander Friedrich Karl von (1771–1833), russischer Adliger, Politiker und General
- Württemberg, Alexander Friedrich Wilhelm von (1804–1881), Herzog von Württemberg
- Württemberg, Alexander Paul Ludwig Konstantin von (1804–1885), Prinz von Württemberg
- Württemberg, Alexandrine Mathilde von (1829–1913), Herzogin von Württemberg, Wohltäterin und Äbtissin des adeligen Damenstiftes in Oberstenfeld
- Württemberg, August von (1813–1885), preußischer Generaloberst im Rang eines Generalfeldmarschall
- Württemberg, Carl Alexander Herzog von (1896–1964), deutscher Adliger, Benediktinermönch
- Württemberg, Carl Heinrich Friedrich (1770–1791), Angehöriger des Hauses Württemberg und Offizier in russischen Diensten, zuletzt Generalleutnant
- Württemberg, Carl Herzog von (1936–2022), deutscher Unternehmer
- Württemberg, Christine Friederike von (1644–1674), Herzogin von Württemberg, durch Heirat Gräfin von Oettingen-Oettingen
- Württemberg, Diane Herzogin von (* 1940), deutsche Malerin und KünstlerinDiane Herzogin von Württemberg (* 1940)

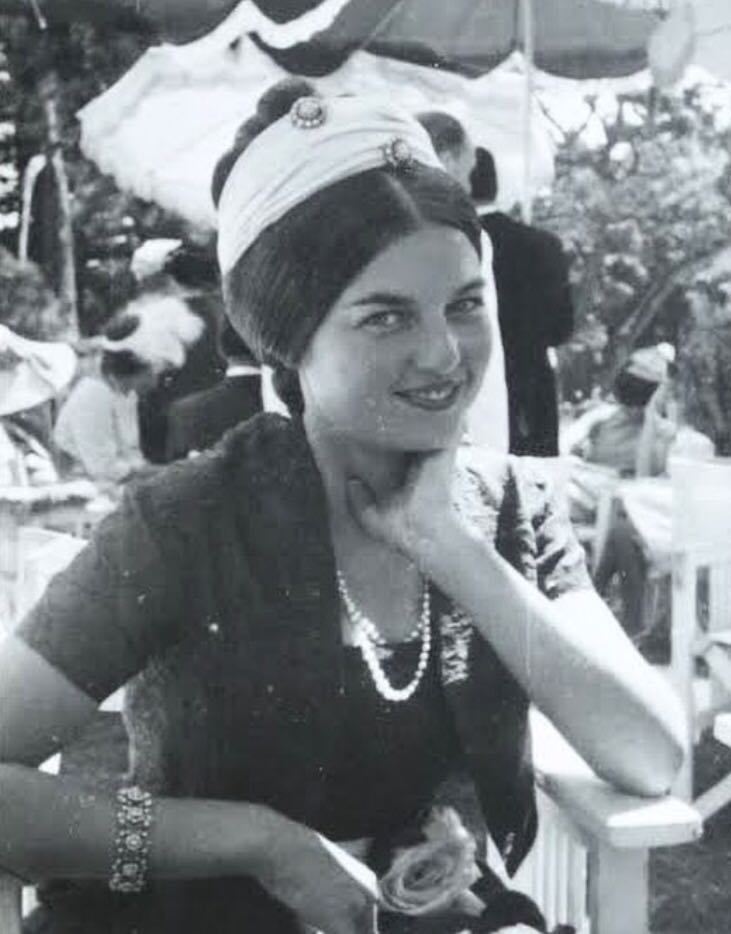
Diane Herzogin von Württemberg (* 1940)

- Württemberg, Eberhardine Catharine von (1651–1683), Herzogin von Württemberg, durch Heirat Fürstin von Oettingen-Oettingen
- Württemberg, Eberhardine Luise von (1675–1707), Prinzessin von Württemberg (1628–1674)
- Württemberg, Elisabeth Alexandrine von (1802–1864), durch Heirat Markgräfin von Baden
- Württemberg, Ernst von (1807–1868), deutscher Adliger, Herzog von Württemberg
- Württemberg, Eugen Erdmann von (1820–1875), preußischer General der Kavallerie
- Württemberg, Eugen Friedrich Heinrich von (1758–1822), Herzog von Württemberg
- Württemberg, Ferdinand Friedrich August von (1763–1834), deutscher Militär
- Württemberg, Friederike von (1765–1785), württembergische Prinzessin und später die Gemahlin von Peter I. von Holstein-Gottorp
- Württemberg, Friedrich Herzog von (1961–2018), deutscher Unternehmer
- Württemberg, Friedrich von (1808–1870), württembergischer General der Kavallerie
- Württemberg, Heinrich Friedrich Karl von (1772–1838), Prinz von Württemberg
- Württemberg, Louise Friederike von (1722–1791), Prinzessin von Württemberg, durch Heirat Herzogin zu Mecklenburg in Mecklenburg-Schwerin
- Württemberg, Maria Dorothea von (1797–1855), Erzherzogin von Österreich und Palatinissa von Ungarn
- Württemberg, Marie Friederike Charlotte von (1816–1887), Prinzessin von Wilhelm I (Württemberg)
- Württemberg, Nikolaus von (1833–1903), österreichischer General der Infanterie
- Württemberg, Paul von (1785–1852), Offizier in preußischen und russischen Diensten
- Württemberg, Paul Wilhelm von (1797–1860), deutscher Naturforscher und Entdecker
- Württemberg, Pauline von (1854–1914), Prinzessin Haus Württemberg und Sozialdemokratin
- Württemberg, Philipp Albrecht Herzog von (1893–1975), deutscher Adliger
- Württemberg, Philipp von (1838–1917), deutscher Adliger und AmateurfotografPhilipp von Württemberg (1838–1917)

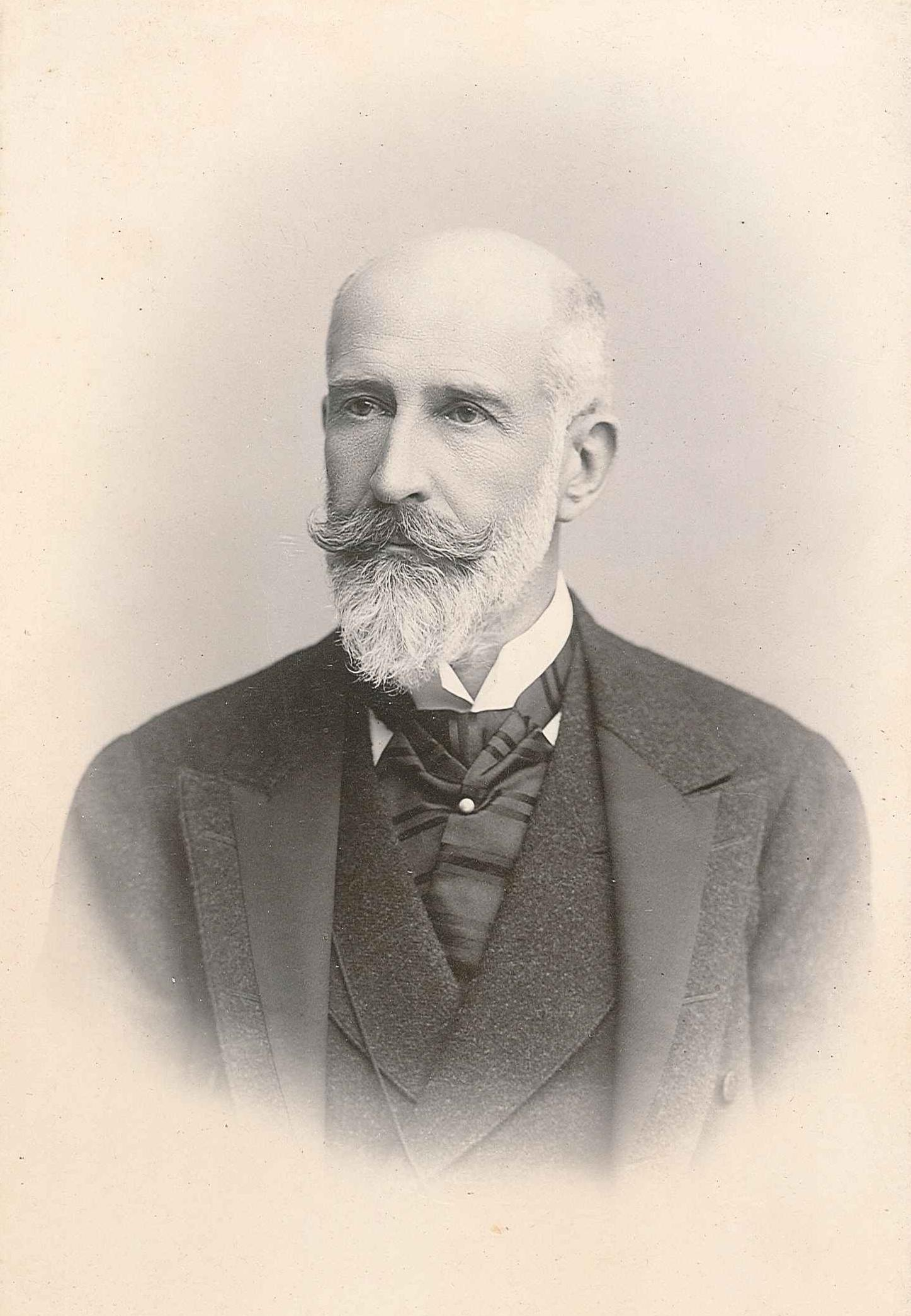
Philipp von Württemberg (1838–1917)

- Württemberg, Robert von (1873–1947), deutscher Offizier und Prinz des königlichen Hauses Württemberg
- Württemberg, Sophie Luise von (1642–1702), württembergische Prinzessin und durch Heirat Markgräfin von Brandenburg-Bayreuth
- Württemberg, Ulrich von (1877–1944), Herzog von Württemberg, Generalmajor
- Württemberg, Ulrich von (1880–1880), württembergischer Kronprinz
- Württemberg, Wilhelm Eugen von (1846–1877), württembergischer Offizier
- Württemberg, Wilhelm Friedrich Philipp von (1761–1830), deutscher Prinz von Württemberg, General
- Württemberg, Wilhelm Herzog von (* 1994), deutscher Unternehmer
- Württemberg, Wilhelm von (1828–1896), österreichischer und württembergischer General
- Württemberg-Weiltingen, Hedwig Friederike von (1691–1752), Fürstin von Anhalt-Zerbst
- Württemberg-Winnental, Christiane Charlotte von (1694–1729), Regentin von Brandenburg-Ansbach
- Württemberg-Winnental, Friedrich Ludwig von (1690–1734), deutscher Generalfeldzeugmeister
- Württemberg-Winnental, Heinrich Friedrich von (1687–1734), Kaiserlicher Generalfeldmarschalllieutenant
- Württemberg-Winnental, Maximilian Emanuel von (1689–1709), Prinz aus dem Hause Württemberg-Winnental, schwedischer Oberst
- Würtz Schmidt, Mads (* 1994), dänischer Radrennfahrer
- Würtz, Anneliese (1900–1981), deutsche Schauspielerin und Synchronsprecherin
- Würtz, Bruno (1933–1992), deutscher Germanist, Philosoph, Theaterkritiker und Intendant des Deutschen Staatstheaters Temeswar
- Wurtz, Charles Adolphe (1817–1884), französischer Chemiker
- Würtz, Christian (* 1971), deutscher Geistlicher, Kirchenrechtler und römisch-katholischer Weihbischof in Freiburg
- Würtz, Felix, Schweizer Wundarzt
- Wurtz, Francis (* 1948), französischer Politiker (PCF), MdEP
- Würtz, Hans (1875–1958), deutscher Sonderpädagoge
- Würtz, Johannes (1900–1967), österreichischer Schriftsteller
- Wurtz, Johannes (* 1992), deutscher FußballspielerJohannes Wurtz (* 1992)

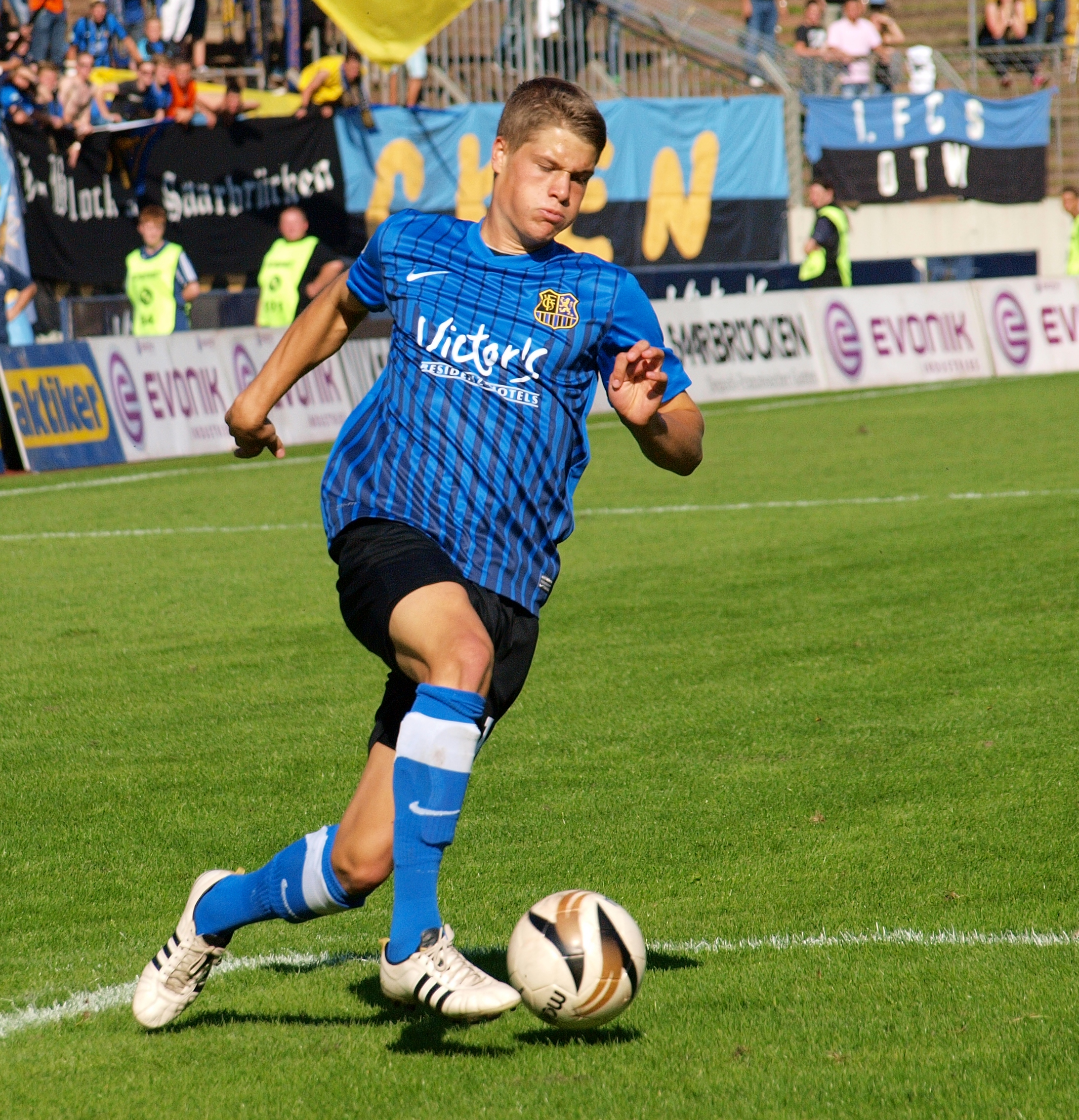
Johannes Wurtz (* 1992)

- Würtz, Klára (* 1965), ungarisch-niederländische klassische Pianistin
- Würtz, Paul (1612–1676), schwedischer General, dänischer und holländischer Generalfeldmarschall, Gouverneur von Krakau und Stettin
- Würtz, Peter (* 1939), deutscher Offizier und Politiker (SPD), MdB, MdEP
- Würtz, Rasmus (* 1983), dänischer Fußballspieler
- Wurtz, Robert (* 1941), französischer Fußballschiedsrichter
- Wurtz, Robert H. (* 1936), US-amerikanischer Neurophysiologe
- Wurtz, Suzanne (1900–1982), französische Schwimmerin
- Würtz, Volkmar (* 1938), deutscher Fechter und Olympiateilnehmer
- Wurtzbach, Pia (* 1989), deutsch-philippinisches ModelPia Wurtzbach (* 1989)

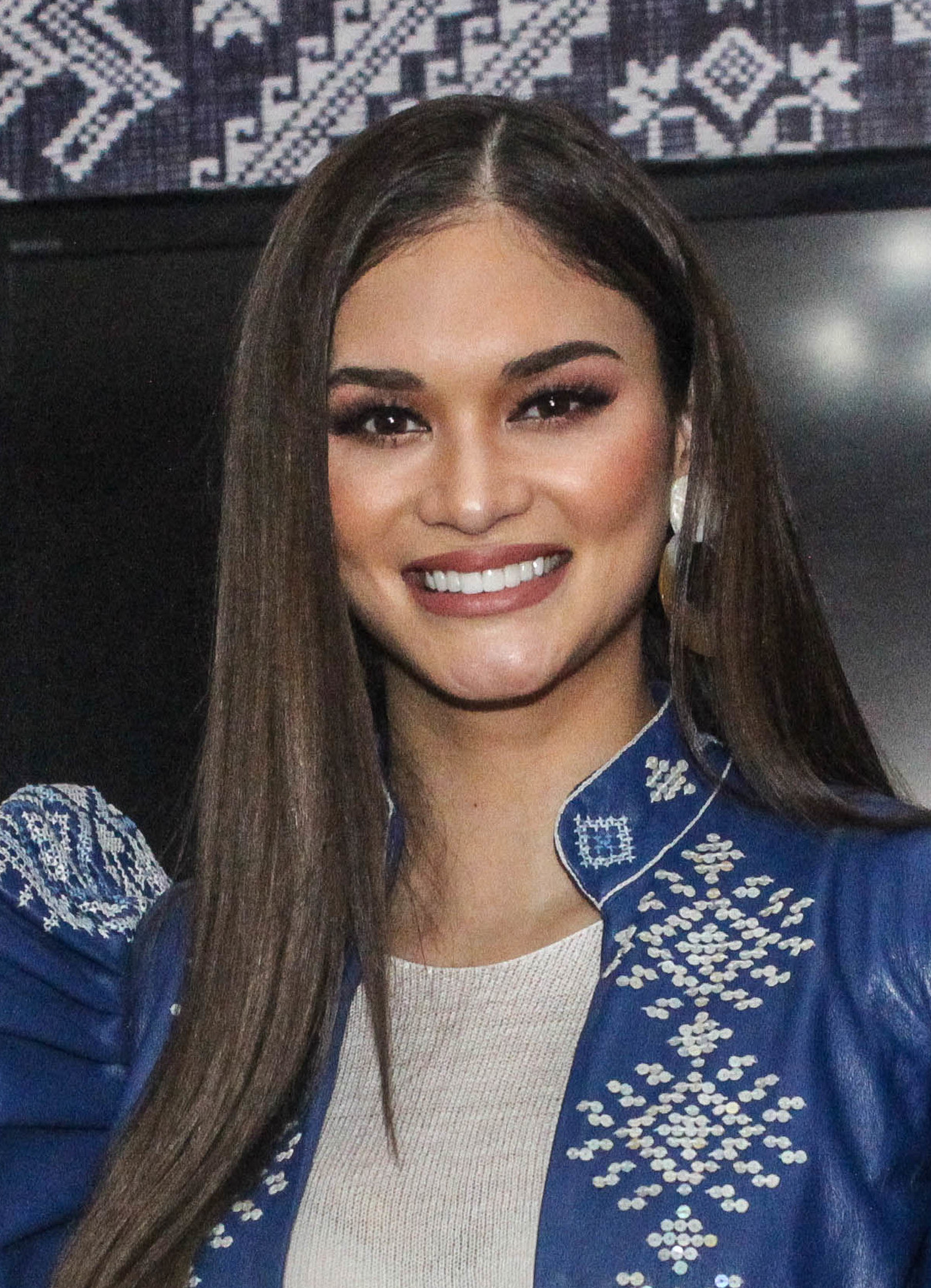
Pia Wurtzbach (* 1989)

- Wurtzbacher, Ludwig (1870–1926), deutscher Offizier, zuletzt Generalleutnant; Chef des HWA (1919–1925)
- Würtzburg, Joseph Franz von (1784–1865), deutscher Gutsbesitzer und Landtagsabgeordneter
- Wurtzel, Elizabeth (1967–2020), US-amerikanische Autorin und Juristin
- Wurtzel, Sol M. (1890–1958), US-amerikanischer Filmproduzent
- Wurtzel, Stuart (* 1940), US-amerikanischer Filmarchitekt

### Wuru
- Wuruk, Hayam (1334–1389), König des Majapahit-Reiches

### Wurz
- Wurz, Alexander (* 1974), österreichischer Formel-1-RennfahrerAlexander Wurz (* 1974)

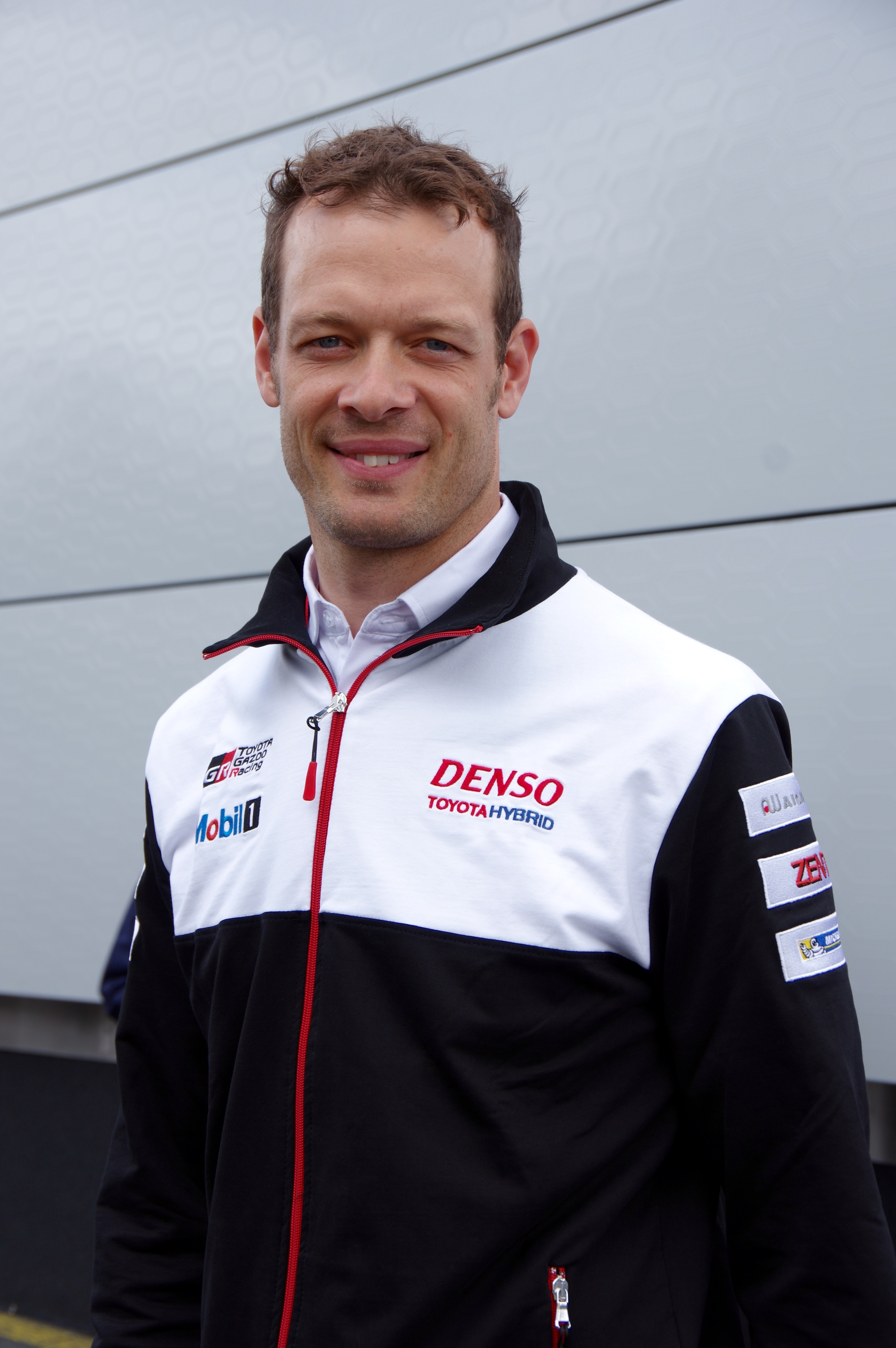
Alexander Wurz (* 1974)

- Wurz, Alexander (* 1985), deutscher Tenorhorn-, Baritonhorn- und Euphoniumsolist und Dirigent
- Würz, Anton (1903–1995), deutscher Komponist und Musikwissenschaftler mit dem Forschungsschwerpunkt Operette
- Würz, Birgit (* 1967), deutsche Theater- und Fernsehschauspielerin
- Wurz, Camill (1905–1986), deutscher Politiker (CDU), MdL
- Wurz, Charlie (* 2005), österreichischer Automobilrennfahrer
- Würz, Eugen (* 1967), österreichischer Basketballspieler
- Wurz, Franz (* 1946), österreichischer Autorennfahrer
- Würz, Joana Fee (* 1983), deutsche Musicaldarstellerin
- Würz, Jon (* 1999), Schweizer Unihockeyspieler
- Würz, Joseph (1863–1935), bayerischer Metzger und Politiker
- Würz, Roland (1939–2016), deutscher Landrat
- Wurz, Stefan (* 1964), deutscher Komponist
- Würzbach, Alexandra (* 1968), deutsche Journalistin
- Wurzbach, Alfred von (1846–1915), österreichischer Beamter und Kunsthistoriker
- Wurzbach, Constantin von (1818–1893), österreichischer Bibliograph, Lexikograf und SchriftstellerConstantin von Wurzbach (1818–1893)

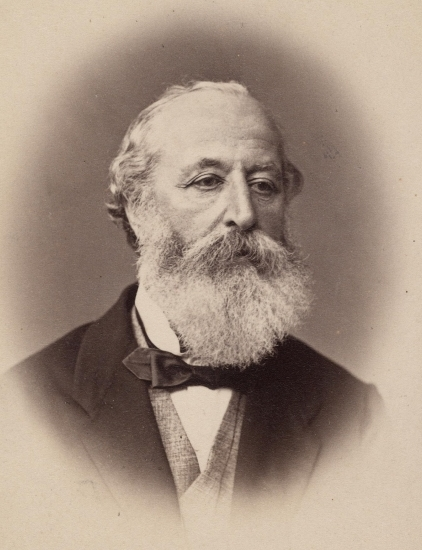
Constantin von Wurzbach (1818–1893)

- Würzbach, Friedrich (1886–1961), deutscher Philosoph, Publizist und Naturwissenschaftler
- Wurzbach, Harry M. (1874–1931), US-amerikanischer Politiker
- Wurzbach, Hermann (1865–1905), deutscher Architekt
- Wurzbach, Karl von (1809–1886), Jurist, Politiker, Landeshauptmann und Landespräsident von Krain
- Würzbach, Natascha (* 1933), deutsche Naturwissenschaftlerin, Anglistin
- Würzbach, Nele (* 1994), deutsche Journalistin und Fernsehmoderatorin
- Würzbach, Peter Kurt (* 1937), deutscher Politiker (CDU) und ehemaliger Offizier
- Würzbach, Walter (1887–1971), deutscher Architekt
- Wurzbach, Wolfgang von (1879–1957), österreichischer Romanist und Sammler
- Wurzbacher, Gerhard (1912–1999), deutscher Soziologe
- Wurzbacher, Philipp (1898–1984), deutscher Politiker (NSDAP), MdR
- Würzberg-Wollermann, Anja (* 1970), deutsche Journalistin und Medienmanagerin
- Wurzburg, Gerardine, US-amerikanische Filmproduzentin und Filmregisseurin
- Würzburg, Hans (1904–1983), deutscher Rechtsanwalt und Notar, MdL
- Würzburg, Hieronymus von († 1651), Dompropst im Bistum Würzburg
- Wurzburg, Otto (1875–1951), Schachkomponist
- Würzburger, Eugen (1858–1938), deutscher Statistiker und Hochschullehrer
- Würzburger, Frank (* 1968), deutscher Fußballspieler
- Würzburger, Gertrude (1889–1942), deutsche Lehrerin, Pianistin und Musikpädagogin
- Würzburger, Philipp (1812–1877), deutscher Unternehmer und Politiker
- Würzburger, Siegfried (1877–1942), deutscher Organist, Orgellehrer und Komponist
- Wurzel, Claudia (* 1987), italienische Ruderin
- Wurzel, Gabriele (* 1948), deutsche Juristin, Verwaltungsbeamtin und Politikerin (CDU)
- Wurzel, Marius (* 1990), italienischer Ruderer
- Wurzel, Paul (1877–1936), bayerischer Politiker (SPD)
- Wurzel, Steffen (* 1979), deutscher Hörfunkjournalist
- Wurzelbau, Johann Philipp von (1651–1725), deutscher Astronom
- Wurzelbauer, Benedikt (1548–1620), deutscher Bildhauer und Erzgießer der Spätrenaissance
- Würzen, Dieter von (1930–2003), deutscher Verwaltungsjurist und beamteter Staatssekretär (1975–1995)
- Wurzer, Albert (* 1960), italienischer Politiker (SVP) (Südtirol)
- Wurzer, Alexander (* 1969), deutscher Unternehmensberater
- Wurzer, Anton (1893–1955), deutscher Mundartdichter
- Wurzer, Dietmar (* 1972), österreichischer Skilanglauftrainer
- Wurzer, Erich (1913–1986), deutscher Bildhauer
- Wurzer, Fabio (* 1999), österreichischer Fußballspieler
- Wurzer, Ferdinand (1765–1844), deutscher Chemiker
- Wurzer, Ferdinand (1808–1875), deutscher Arzt, Gutsbesitzer und Politiker
- Wurzer, Georg (1907–1982), deutscher Fußballtrainer
- Würzer, Heinrich (1751–1835), deutscher politischer Publizist
- Wurzer, Herbert (1948–2022), österreichischer Rennrodel-Funktionär
- Wurzer, Johann Matthias (1760–1838), österreichischer Maler
- Wurzer, Martina (* 1980), österreichische Sozialarbeiterin und Politikerin (Grüne), Abgeordnete zum Wiener Landtag und Gemeinderätin
- Wurzer, Rolf (1951–1984), deutscher Maler und Grafiker
- Wurzer, Rudolf (1920–2004), österreichischer Architekt und Raumplaner
- Wurzian, Alfred von (1916–1985), österreichischer Offizier und Begründer der deutschen Kampfschwimmer im Zweiten Weltkrieg
- Wurzian, Josef von (1806–1858), österreichischer Militärarzt
- Wurzinger, Carl (1817–1883), österreichischer Maler; Hochschullehrer an der Akademie der bildenden Künste in Wien
- Wurzinger, Ewald (* 1987), österreichischer Radiojournalist
- Wurzinger, Leopold (1921–2011), österreichischer Richter, Präsident des Obersten Gerichtshofes
- Würzl, Alfons (1941–2016), österreichischer Jazzmusiker (Klarinette, Sopransaxophon)
- Würzl, Anton (1925–2001), österreichischer Ministerialbeamter
- Würzl, Eberhard (1915–2003), österreichischer Musikforscher
- Würzl, Johann Franz (1885–1951), österreichischer Architekt
- Wurzler, Lars (* 1977), deutscher Politiker (BSW)
- Würzler-Klopsch, Paul (1872–1937), deutscher Architekt, Innenarchitekt und Kunstgewerbler
- Würzner, Alexander (1969–2002), deutscher Politiker (SPD), MdV
- Würzner, Eckart (* 1961), deutscher Politiker, Oberbürgermeister von HeidelbergEckart Würzner (* 1961)

Eckart Würzner (* 1961)

- Würzner, Hans (1927–2009), deutscher Germanist
- Würzner, Niklas (* 1994), deutscher Basketballspieler
- Würzner, Reinhard (* 1959), deutscher Laboratoriumsmediziner, Mikrobiologe, Hygieniker und Hochschullehrer in Innsbruck